# Recitativo
Il recitativo è una forma di coesione usata comunemente in opere, oratori e cantate, ma talvolta anche nei concerti, nella quale il cantante si esprime mediante uno stile prevalentemente sillabico. Il recitativo ha spesso un semplice accompagnamento, generalmente un basso continuo. I termini recitativo secco (o "recitativo semplice") e recitativo accompagnato (o "recitativo obbligato") sono generalmente utilizzati per distinguere il recitativo accompagnato da uno strumento a tastiera (per es. clavicembalo o fortepiano) ed eventualmente da uno strumento che esegue la parte del basso (di solito un violoncello), da quello nel quale è previsto l'intervento dell'orchestra.

## Storia e caratteristiche
Il recitativo si è sviluppato dalla monodia nel corso del XVII secolo. Nell'età barocca il recitativo era il luogo per eccellenza dedicato agli elementi narrativi e dialogici di una composizione articolata in più tempi. Considerazioni e sentimenti invece erano relegati nelle arie e nei pezzi chiusi. Per questo motivo soprattutto nel recitativo è importante la comprensione del testo conseguita principalmente con un accompagnamento semplice, effettuato da pochi strumenti e con caratteristiche musicali meno individualizzate che nelle arie.
Il recitativo consiste essenzialmente di una diegesi, mentre le arie e i pezzi chiusi rivestono le funzioni della mimesi. Questa contrapposizione nacque in seguito alla rielaborazione di antiche idee platoniche e aristoteliche effettuata dai partecipanti alla Camerata dei Bardi a Firenze all'inizio del Seicento. Ne Il combattimento di Tancredi e Clorinda di Claudio Monteverdi, un narratore racconta la vicenda mentre inserti danzanti mostrano la lotta fra i protagonisti. Più tardi si avrà una separazione nettissima fra recitativo e aria e si rinuncerà completamente alle forme intermedie come l'arioso.
Questa giustapposizione ebbe un successo totalizzante e pervasivo. Praticamente tutta la produzione di opera italiana dal suo inizio con la Camerata de' Bardi fino all'opera romantica si può analizzare come la riproduzione quasi meccanica di questo modello, sia nella produzione buffa che in quella seria, sia con i compositori italiani sia con gli stranieri che scrivevano opera italiana (vedi Händel, Gluck e Mozart).
I librettisti conoscevano la necessità di questa alternanza e si preoccupavano di versificare con versi per lo più sciolti tutta la materia della storia (recitativi) piazzando nei momenti opportuni generalmente delle quartine e/o delle ottave da far cantare ai protagonisti (arie e pezzi chiusi). Il recitativo delle opere a forme chiuse è stato completamente sostituito verso la metà del XIX secolo da forme durchkomponiert sviluppate prima in Francia (Gluck-Cherubini-Spontini-Berlioz) e poi in Germania (Weber-Wagner).
Una forma interessante di recitativo è per esempio il racconto dell'evangelista nelle passioni bachiane. Il suo racconto viene interrotto da attori come Cristo o il popolo che in arie e cori prendono la parola in prima persona. In questi casi siamo di fronte ad un distacco dalla tradizione medievale che aveva dei pregiudizi nei confronti della mimesi in quanto il racconto degli eventi sacri poteva solo essere raccontato ma non mostrato. Possiamo trovare la cantata in stile recitativo anche nell'opera di Mozart e Da Ponte Le nozze di Figaro.
Caratteristiche musicali del recitativo sono:
- la declamazione sillabica, per cui ad ogni sillaba del testo corrisponde una nota;
- il decorso melodico corrispondente grossomodo alla cadenza della lingua parlata; tipizzazione delle figure, alcune infatti erano così ricorrenti che i cantanti italiani del Settecento potevano anche improvvisarle;
- nessuna regola di chiusura nella stessa tonalità, per cui i recitativi venivano usati per legare le arie fra loro, sia che queste si trovassero o no in tonalità vicine.

## Recitativo secco
Il recitativo secco o semplice veniva accompagnato solo da uno strumento a tastiera, clavicembalo o fortepiano o con l'aggiunta di un altro strumento (di solito un violoncello) che esegue, raddoppiandola, la parte del basso. Per il clavicembalista era più facile accompagnare il recitativo secco perché lasciava più spazio all'improvvisazione e consentiva facilmente di riempire i buchi di memoria dei cantanti che, data la scarsezza delle prove e il risicato tempo a disposizione, non erano rari all'epoca. Si definisce "secco" per la strumentazione più scarna rispetto ad un recitativo accompagnato, nel quale è invece previsto l'utilizzo di più strumenti e talvolta dell'intera orchestra.

## Recitativo accompagnato
Il recitativo accompagnato o obbligato, diversamente dal recitativo secco, vede l'impiego di altri strumenti, anche melodici, e spesso dell'intera orchestra. Qui, il contenuto del testo si rispecchia emozionalmente nella musica dell'accompagnamento. Questo tipo di accompagnamento di matrice scarlattiana acquisterà sempre più importanza a partire dalla riforma gluckiana, che ne prevede un uso esclusivo. Nelle opere mozartiane, per esempio, accade spesso che le arie più importanti vengano precedute da recitativi accompagnati in modo da conferir loro ancora più rilievo.
Il motivo che spinge ad usare l'uno o l'altro tipo di recitativo è dovuto spesso a fattori drammaturgici. Il recitativo secco è declamato con formule melodiche e armoniche piuttosto standard e indifferenziate. Nel recitativo accompagnato l'intervento degli strumenti o dell'intera orchestra non ha solo una funzione di colore ma anche una formale. Nel recitativo accompagnato la musica descrive in maniera più diretta i sentimenti o le situazioni della scena e generalmente precede arie più significative.
Durante l'Ottocento l'alternanza fra recitativi e pezzi chiusi si è indebolita. Il recitativo secco è stato sostituito completamente da quello accompagnato e fra quest'ultimo e i pezzi chiusi è caduta la demarcazione chiara, trasformando l'alternanza di recitativo e aria nella cosiddetta scena.